# Otto Runki
Otto Runki (* 18. November 1899 in Schönefeld bei Leipzig; † 4. April 1945 im Konzentrationslager Mittelbau-Dora) war ein deutscher Kommunist und Widerstandskämpfer gegen den Nationalsozialismus.

## Leben
Der als Sohn eines Bauarbeiters geborene Otto Runki wurde im Ersten Weltkrieg zum Pazifisten und kämpfte nach seiner Rückkehr aus englischer Kriegsgefangenschaft gegen den Kapp-Putsch. Der Bauarbeiter und Asphalteur trat in die KPD ein und wurde mehrmals als Funktionär des Bauarbeiterverbandes zurechtgewiesen und wegen seiner Tätigkeit im Roten Frontkämpferbund, dem paramilitärischen Kampfverband der KPD, inhaftiert. 1930 wurde er zum Politischen Leiter des Unterbezirks Leipzig gewählt.
Von März bis September 1933 war er im KZ Colditz inhaftiert. Nach seiner Freilassung unterstützte er die Familien anderer Verfolgter. 1937 wurde er erneut verhaftet und im KZ Sachsenburg bei Frankenberg inhaftiert. Nach Misshandlungen und starken Verletzungen wurde er zwischenzeitlich wieder freigelassen, wobei er über zwei Jahre an den Folgen der Misshandlungen litt und das Bett nicht verlassen konnte. Im September 1939 wurde er ins KZ Buchenwald deportiert und ins damalige Außenlager Dora-Mittelbau überstellt. Dort beteiligte er sich an der Sabotage der Rüstungsproduktion. Er wurde schließlich am 4. April 1945, am Tag der Luftangriffe auf das nahe gelegenen Nordhausen, im KZ Dora-Mittelbau wegen organisiertem Widerstand gegen die SS erschossen.

## Ehrungen
In Leipzig wurde am 12. September 1981, am Internationalen Gedenktag für die Opfer des faschistischen Terrors und Kampftag gegen den Faschismus und imperialistischen Krieg, ein Platz im Stadtteil Neustadt-Neuschönefeld nach ihm benannt. Ein Gedenkstein wurde allerdings nach der Wende 1989/90 entfernt. Bei der Abstimmung der Bürger über den Namen des neuen Sportschwimmbades am Otto-Runki-Platz entschied sich die Mehrheit nicht für den Vorschlag „Otto-Runki-Sportbad“, sondern für „Sportbad am Rabet“.